# Tony Schiavone
Noah Anthony Schiavone, meglio conosciuto come Tony Schiavone (Craigsville, 7 novembre 1957), è un telecronista e intervistatore statunitense sotto contratto con la All Elite Wrestling.
Tra il 1983 e il 1989 ha lavorato per la Jim Crockett Promotions, poi nella World Wrestling Federation tra il 1989 e il 1990 e dal il 1990 e il 2000 ha militato nella World Championship Wrestling. Nel 2003, dopo aver lavorato per un breve periodo nella Total Nonstop Action Wrestling, ha lasciato il wrestling fino al 2017, quando ha cominciato a commentare gli show della Major League Wrestling. Lasciata quest'ultima società nel 2019, ha firmato per la All Elite Wrestling.

## Titoli e riconoscimenti
- George Tragos/Lou Thesz Professional Wrestling Hall of Fame
  - Gordon Solie Award (2024)[2]
- Wrestling Observer Newsletter
  - Worst Television Announcer (1999, 2000)[3]